# Thaumastocorinae
Thaumastocorinae is een onderfamilie van wantsen. De familie werd voor het eerst wetenschappelijk beschreven door Kirkaldy in 1908.

## Taxonomie
De onderfamilie bevat de volgende geslachten:

- Baclozygum Bergroth, 1909
- Onymocoris Drake & Slater, 1957
- Thaumastocoris Kirkaldy, 1908
- Wechina Drake & Slater, 1957